# Zofia Stopkówna
Zofia Stopka-Olesiak (ur. 31 października 1912 w Zakopanem, zm. 2 marca 1956 na Dolinie Goryczkowej) – polska narciarka, taterniczka.
Jedna z najlepszych polskich narciarek okresu międzywojennego. Uprawiała najpierw biegi narciarskie, potem narciarstwo alpejskie. Wyróżniało ją fantastyczne wyczucie śniegu i nart, a przede wszystkim ostra jazda.
Oprócz narciarstwa chodziła również w Tatry, na których często wspinała się z Bronisławem Czechem, w wyniku czego zaczęła uprawiać również narciarstwo wysokogórskie.

## Wczesne życie
Zofia Stopkówna pochodziła z podhalańskiej wielodzietniej rodziny oraz wychowywała się z zakopiańskich Krzeptówkach. Jej rodzicami byli Marianna (z d. Krzeptowska) oraz Wojciech Stopka-Olesiak, którzy wzięli ślub w lutym 1906 roku. Miała siedmioro rodzeństwa: Marię (1906–1997) – jej mężem był legionista Henryk Szatkowski, Wojciecha (ur. 1908), Antoninę (1916–1995), Władysława (ur. 1918), Helenę (1922–2017), Andrzeja (ur. 1923) i Stanisława (ur. 1926). Już od wczesnych interesowała się narciarstwem, które na Krzeptówkach dopiero się rozwijało.

## Kariera

### Biegi narciarskie
Zofia Stopkówna w latach 20. dostała się do klubu SN PTT Zakopane, którego z sukcesami reprezentowali jej wujowie: Andrzej Krzeptowski I i Andrzej Krzeptowski II.
Zaczynała od biegów narciarskich, w których szybko dostała się do czołówki polskich zawodniczek, w której znajdowały się wówczas m.in.: Janina Loteczkowa, Bronisława Staszel-Polankowa, Elżbieta Ziętkiewicz. W 1929 roku w Zakopanem wzięła udział w zawodach FIS, które po latach zostały uznane za mistrzostwa świata. 7 lutego 1929 roku w biegu pokazowym na 7 km zajęła 4. miejsce, ponieważ wówczas wyniki w zawodach uznano również za wyniki krajowej rywalizacji, Stopkówna zdobyła tym samym swój pierwszy, brązowy medal mistrzostw Polski w biegach narciarskich.
Na mistrzostwach Polski 1930 i 1931 zdobyła srebrne medale w biegach narciarskich (za każdym razem plasując się za Bronisławą Staszel-Polankową), natomiast na mistrzostwach Polski 1932 i 1933 zdobywała złote medale.

### Narciarstwo alpejskie
Następnie Stopkówna przeszła na narciarstwo alpejskie, w którym również startowała z sukcesami. Na mistrzostwach Polski 1934 zdobyła srebrny medal w zjeździe, plasując się za Bronisławą Staszel-Polankową, a przed wschodzącą gwiazdą polskiego narciarstwa, Heleną Marusarzówną, Anną Chotarską, Marią Merlińską. Na mistrzostwach Polski 1935 zdobyła srebrny medal w slalomie i zjeździe, w efekcie czego zdobyła złoty medal w kombinacji (punktacja za zjazd i slalom).
Następnie przez trzy lata nie startowała z zawodach, na stoku ponownie pojawiła się podczas mistrzostw Polski 1938, na których zajęła 4. miejsce w slalomie i kombinacji.
Świetne wyniki w krajowych zawodach spowodowały, że znalazła się w składzie reprezentacji Polski na mistrzostwach świata 1939 w Zakopanem, na których odniosła najlepsze wyniki w karierze: 19. miejsce w zjeździe, 8. miejsce w slalomie i kombinacji.
Rozwój kariery przerwał wybuch II wojny światowej, jednak po jej zakończeniu wróciła do startów. Na mistrzostwach Polski 1952 zdobyła srebrny medal w zjeździe, a także zajęła 4. miejsce w slalomie.

## Osiągnięcia

### Mistrzostwa świata
| Miejsce | Dzień     | Rok  | Miejscowość | Konkurencja | Czas biegu | Strata | Zwyciężczyni  |
| ------- | --------- | ---- | ----------- | ----------- | ---------- | ------ | ------------- |
| 19.     | 14 lutego | 1939 | Zakopane    | Zjazd       | 4:25,25    | +59,81 | Christl Cranz |
| 8.      | 15 lutego | 1939 | Zakopane    | Slalom      | 3:21,1     | +46,8  | Christl Cranz |
| 8.      | 15 lutego | 1939 | Zakopane    | Kombinacja  | 426,2      | -96,0  | Christl Cranz |

### Mistrzostwa Polski

#### Biegi narciarskie
- 1. miejsce: 1932, 1933
- 2. miejsce: 1930, 1931
- 3. miejsce: 1929

#### Narciarstwo alpejskie
Zjazd
- 2. miejsce: 1934, 1935, 1939, 1952

Slalom
- 2. miejsce: 1935

Kombinacja
- 1. miejsce: 1935

## Życie prywatne
Zofia Stopkówna pochodziła z rodziny z tradycjami narciarskimi. Jej wujowie: Andrzej Krzeptowski I i Andrzej Krzeptowski II byli czołowymi polskimi narciarzami lat 20., natomiast cioteczny wnuk, Wojciech Szatkowski (wnuk siostry Marii), jest historykiem polskiego narciarstwa.
Miała męża, pochodzącego z Gładkiego Władysława Gąsienicę-Marcinowskiego, z którym prowadziła Schronisko w Dolinie Goryczkowej oraz miała córkę Marię (ur. 1954).

## Śmierć
Zofia Stopkówna zginęła wraz z mężem oraz trzema żołnierzami Wojsk Ochrony Pogranicza podczas pobytu w prowadzonym z mężem schronisku, pod lawiną śnieżną, która zeszła z Kondratowego Wierchu.